# Buprestoidea
Buprestoidea Leach, 1815 è una superfamiglia di coleotteri del sottordine Polyphaga.
Contiene due famiglie:
- Schizopodidae LeConte, 1859
- Buprestidae Leach, 1815